# Giuseppe Jannelli
Giuseppe Jannelli (Caccamo, 18 juillet 1872 - Palerme, 1925), est un banquier et homme politique italien.

## Biographie
Giuseppe Jannelli est avocat catholique.
Il fonde plusieurs banques rurales en Sicile et dirige la Banque catholique de Palerme.
Il s'engage dans la vie politique sous les couleurs démocrate-chrétiennes. Il est élu conseiller municipal de Palerme en 1909, l'un des quatre élus catholiques, face à la coalition du Bloc populaire qui remporte 45 sièges et aux 31 élus du Fascio democratico d'Empedocle Restivo.
Il est également secrétaire régional de l'Union catholique du travail en Sicile fondée en 1901 pour contrer la Chambre du travail, aux côtés de Vincenzo Mangano (rédacteur en chef adjoint du journal catholique palermitain Sole del Mezzogiorno), Ignazio Torregrossa, Giuseppe Lo Cascio et Emanuele Arezzo.
Il est élu député en 1919 avec Antonino Pecoraro Lombardo sur la liste du Parti populaire italien, dont il préside la section provinciale.
Il est incarcéré à cause de la faillite de la Banca Cattolica de Palerme ce qui l'empêche d'être réélu député en 1921.